# حركة الشباب التونسي

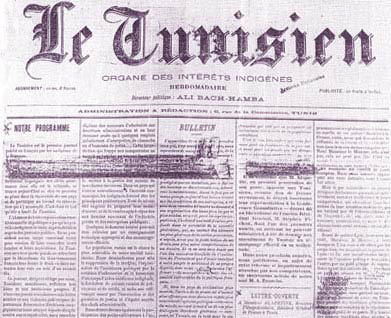
العدد الأول من جريدة لو تونزيان

حركة الشباب التونسي هي حركة وطنية تونسية. كانت تريد أن تكون صوت « سكان تونس الأصليين » في وجه المستعمر.

## التكوين
تكونت الحركة من خريجي المدرسة الصادقية الذين واصلوا تعليمهم بالخارج وفي مقدمتهم علي باش حامبة وبشير صفر وعبد الجليل الزاوش وخير الله بن مصطفى إلى جانب زيتونيين مثل الشيخ عبد العزيز الثعالبي. جاءت حركة الشباب التونسي في سياق حركة الإصلاح التي نشأت مع خير الدين باشا وأحمد بن أبي ضياف ومحمد بيرم.
في 7 فيفري 1907 أصدرت جريدة لو تونزيان (التونسي) وكان علي باش حامبة هو رئيس تحريرها. كانت أول جريدة تونسية تصدر باللغة الفرنسية. كان يطبع منها 2500 نسخة وكانت 250 نسخة منها توزع مجانا في عدة دول أوروبية وعربية ك فرنسا وتركيا ومصر والولايات المتحدة الأمريكية وألمانيا وغيره. أصدر آخر عدد منها في 13 مارس 1912.
بعد قرار الإدارة الإستعمارية ضم مقبرة الزلاج إلى الممتلكات التي تشرف عليها وكانت من أحباس العائلات التونسية المسلمة , ، حدثت مصادمات مع الجالية الإيطالية . الأمر الذي أدى إلى قتل بعض الإيطاليين وهو ما سوف يتطور إلى صدام مسلح مع الجنود الحارسين للمقبرة نتجت عنه عدة وفيات من الأهالي التونسيين. اسند الأهالي لجنة الإشراف على الإضراب إلى علي باش حامبة، فواجهتها السلطات الاستعمارية بقيامها بنفي زعماء حركة الشباب التونسي إلى الخارج . فنفي علي باش حامبة و الشيخ عبد العزيز الثعالبي و محمد نعمان إلي مارسيلية، ونفي حسن القلاتي إلى الجزائر، أما الصادق الزمرلي و الشادلي درغوث فقد أبعدا إلى تطاويين بالجنوب التونسي. بينما تعرض العديد إلى السجن والمحاكمة وسيق عدد منهم إلى الإعدام  بعدما أعلنت السلطات الاستعمارية حالة الطوارئ التي رفعت بعد نهاية الحرب العالمية الأولى وتحديدا سنة 1921 .
توفي علي باش حامبة بتركيا كما توفي أخوه محمد في ألمانيا بينما عاد الشيخ عبد العزيز الثعالبي ليشارك في إحياء الحركة الوطنية التونسية بعد الحرب.

## إنجازاتها
لم تعمر حركة الشبان التونسيين أكثر من خمس أو ستّ سنوات لكنها جمعت نخبة تونسية تحملت مسؤولية النطق باسم الأهالي والتعبير عن مطالبهم الإصلاحية فعبدت بكتاباتها وأنشطتها وتضحياتها الطريق لتأسيس أول حزب سياسي بعد الحرب أخذ منها مشعل التحرر الوطني وهو الحزب الحر الدستوري التونسي بزعامة الشيخ عبد العزيز الثعالي الذي شاركت في تأسيسه ثلة من التونسيين كان جلهم ينتمي إلى حركة الشباب التونسي.
تعتبر الجبهة التونسية بما أنها حركة قومية تونسية امتداد لحركة الشباب التونسي تؤمن باستقلالية تونس وبالامة التونسية

## مواضيع ذات صلة
- جماعة تحت السور
- حركة الشباب التونسي
- جريدة لو تونزيان